# Heggaddinni, Devadurga
Heggaddinni là một làng thuộc tehsil Devadurga, huyện Raichur, bang Karnataka, Ấn Độ.